# TOKYO NEWS upDate
『TOKYO NEWS upDate』（トウキョウ・ニュース・アップデート）は、東京メトロポリタンテレビジョン（東京MXテレビ）が2000年7月1日から2001年3月30日まで放送したローカルニュースである。

## 概要
1995年11月1日の開局当初から1999年3月31日まで全時間帯を通して放送した『東京NEWS』を、1999年4月改編で報道枠を大幅に縮小し、夜間は『東京NEWS21時』に再編されたが、2000年6月30日をもって終了したことを受け、同年7月3日より放送開始。
来るべき21世紀を見据え、「環境」そして「経済」というキーワードを中心に、大都会・東京の様々な顔に迫り、「世界の中の東京」を常に感じさせる新しいニュース番組を作るとしていた。
2001年3月30日をもって終了したことにより、1995年の開局当初から続いた『東京NEWS』の番組名は完全に消滅した。2000年12月に通称を「東京MXテレビ」に変更したこともあり、2001年4月2日よりタイトルが『TOKYO MX NEWS』にリニューアルされた。当初は平日のみの放送で『白沢みきのモーニングTOKYO』以外の報道番組が平日には存在しなかった。また、当番組の夕方への枠移動という形を取っていたため、出演者・番組構成・コーナーの殆どは同年9月まで引き継がれた。

## 出演者
- ピーター・D・ピーダーセン　同局初の本格的な外国人キャスター
- 坂本知子（東京MXテレビアナウンサー〈※当時〉）